# 文獻紀錄片
文獻紀錄片也稱為劇情式紀錄片、紀錄式劇情片，是重演真實歷史事件的紀錄片式電影、廣播節目或電視節目类型。
文獻紀錄片（英語：docudrama）是一個新词，常與紀實電影（英語：docufiction）混淆。紀實電影主要指涉的是一種電影攝影手法，屬於一種電影類別，在虛構劇情的敘事過程中插入真實歷史紀錄片段以強化導演再現真實的創作意圖（譬如紀實電影《血色星期天》）；而文獻紀錄片中的“現實”事件間的距離多為較遠的過往，其中的人事物如今大半已不復存在，故而無法再透過實況採訪及常規紀錄片的工作方式進行相對客觀的拍攝及記錄。紀實電影為叙事和虛構的有機組合，而文獻紀錄片則更多的是對客觀史實的「重新搬演」（re-enactment），此類影片的製片團隊有時會使用事件發生的地點作為舞台，或找尋與歷史人物形象相近的專業演員按存留之手稿、日記等文獻進行「擬仿口述」式的採訪，務求"再現"當年情景，《殺戮演繹》、《拉貝日記》可為範例。